# سارة بيب
سارة بيب (بالإنجليزية: Sarah Pape)‏ هي مجدفة كندية، ولدت في 8 أغسطس 1972.

## وصلات خارجية
- سارة بيب على موقع الاتحاد الدولي للتجديف (الإنجليزية)
- سارة بيب على موقع اللجنة الأولمبية الدولية (الإنجليزية)
- سارة بيب على موقع أوليمبيديا (الإنجليزية)